# Sporobolus multinodis
Sporobolus multinodis är en gräsart som beskrevs av Eduard Hackel. Sporobolus multinodis ingår i släktet droppgräs, och familjen gräs. Inga underarter finns listade i Catalogue of Life.